# Helen Brinchmann
Helen Brinchmann, född 18 augusti 1918 i Oslo i Norge, död 10 augusti 2016, var en norsk skådespelare, dotter till Alex Brinchmann och syster till Arild Brinchmann.
Brinchmann debuterade 1940 på Trøndelag Teater som Agnes i Sigurd Hoels och Helge Krogs Don Juan, och var knuten till denna teater till 1942. Därefter var hon på Det Nye Teater 1942–1944 och 1945–1946, Carl Johan Teatret 1944–1945, Nationaltheatret 1946–1948, 1952–1955 och 1963–1982, Den Nationale Scene 1949–1951.
Hon har bland annat spelat Laura i Tennessee Williams Glasmenageriet, Cecilie i Helge Krogs Underveis (Kritikerprisen 1948), fru Alving i Henrik Ibsens Gengångare och modern i Arne Skouens Ballerina. Hon hade flera roller i film och TV-teater, bland annat modern i August Strindbergs Pelikanen.

## Filmografi (urval)
- 1945 – Rikard Nordraak
- 1946 – På kant med samhället
- 1949 – Vi flyger på Rio
- 1951 – Ukjent mann
- 1966 – Skrift i sne
- 1966 – Nederlaget
- 1967 – Liv
- 1970 – En handske